# 촉 (춘추 전국)
고촉(古蜀)은 고대에 쓰촨성에 있던 나라이다. 동진 시대의 지지 《화양국지》에 그 역사가 자세하게 기록되어 있지만 사마천의 《사기》에는 기원전 316년에 진의 장군 사마조(司馬錯)에게 멸망했다는 것만이 기록되어있을 뿐이다.

## 《화양국지》의 고촉
동쪽은 파(巴), 북쪽은 진(秦), 서쪽은 아미산에 접하고 천부(天府)로 불렸으며 원래의 이름은 화양(華陽)이다.
무왕(武王)의 주왕(紂王) 토벌에도 참가했고 주 왕실을 섬겼지만 중원에서 멀리 떨어져 있어 제후들의 회맹에는 참가할 수 없었다.
주 왕실이 쇠퇴하면서 촉이 처음으로 왕을 칭했고 촉왕 두우(杜宇)의 시대에는 제(帝)로 칭했다. 그 후 개명(開明)씨가 대대로 촉왕이 되어 이웃나라인 파와 싸웠다.
주의 현왕 때에 파와 내통한 촉왕의 동생인 저후와 촉왕 사이에 내란이 일어났고 패한 저후는 파로 도망쳐 진에 도움을 요청했다. 진의 혜문왕은 사마조를 파견하여 고촉을 멸했으며 저후와 파도 멸했다.
사기(史記) 진본기(秦本記)에는 소양왕(昭襄王) 6년에 촉후(蜀侯) 휘(煇)가 모반하여 소양왕이 사마조를 파견해 촉을 멸하고 평정하게 하였다고 한다.

## 같이 보기
- 삼성퇴
- 촉한
- 전촉
- 후촉